# Божко Петрушов
Божко Петрушов Стефанов е български революционер, деец на Вътрешната македоно-одринска революционна организация.

## Биография
Божко Петрушов е роден на в 1877 година в Куманово. Още в 1900 година влиза във ВМОРО. Първоначално е десетник, а след това ръководител в Кумановския комитет. Работи с районния войвода Пеню Шиваров, а след това и с наследилия го Кръстьо Лазаров. Активно участва в църковно-училищната борба на Кумановската българска община. Арестуван е от османските власти за революционна дейност и осъден на смърт в Скопие, но е освободен от албанските въстаници, превзели Скопие в 1912 година. Бяга в България, а по-късно се връща в Куманово. В 1914 година е арестуван като български деец от новите сръбски власти и малтретиран в затвора. След Първата световна война в 1919 година отново е арестуван от властите и държан в затвора 6 месеца.
На 21 април 1943 година, като жител на Куманово, подава молба за българска народна пенсия, в която пише: „материално съм унищожен, но по дух се радвам на свободата“. Молбата е одобрена и отпусната от Министерския съвет на Царство България.